# Zbrojníky
Zbrojníky é um município da Eslováquia, situado no distrito de Levice, na região de Nitra. Tem 16,36 km² de área e sua população em 2018 foi estimada em 510 habitantes.

## Demografia
| Ano:        | 1994 | 2004   | 2014   | 2024   |
| ----------- | ---- | ------ | ------ | ------ |
| Broj ljudi: | 541  | 497    | 493    | 488    |
| Razlika:    |      | -8,13% | -0,80% | -1,01% |

| Ano:               | 2023 | 2024   |
| ------------------ | ---- | ------ |
| Número de pessoas: | 489  | 488    |
| Diferença:         |      | -0,20% |